# Nowy Żelibórz
Nowy Żelibórz (dawniej, wraz ze Starym Żeliborzem, niem. Selberg) – wieś w Polsce położona w województwie zachodniopomorskim, w powiecie koszalińskim, w gminie Polanów.
Wieś jest siedzibą sołectwa "Nowy Żelibórz", w którego skład wchodzą również miejscowości Jeżewo, Liszkowo i Pokrzywno. Urząd sołtysa obejmuje Ryszard Gil(stan na 2021 rok),
W latach 1975–1998 miejscowość administracyjnie należała do województwa koszalińskiego.